# Otomys anchietae
Otomys anchietae es una especie de roedor de la familia Muridae.

## Distribución geográfica
Se encuentra sólo en Angola.

## Hábitat
Su hábitat natural son: sabanas, tierras de altitud baja subtropicales o tropicales praderas estacionalmente húmedas o inundadas.

## Estado de conservación
Se encuentra amenazada por la pérdida de su hábitat natural.